# Günter Oppenheimer
Günter Oppenheimer (* 15. Dezember 1924 in Leipzig; † 9. Oktober 2003 ebenda) war ein deutscher Komponist, Pianist, Dirigent und Arrangeur.
Er war 1947 eines der Gründungsmitglieder im Tanzorchester des Senders Leipzig unter der Leitung von Kurt Henkels. Zur Urbesetzung gehörten neben Oppenheimer auch solch namhafte Musiker wie Rolf Kühn (Klarinette), Walter Eichenberg (Trompete) und Fips Fleischer (Schlagzeug), für einige Jahre war auch der Trompeter Horst „Hackel“ Fischer Mitglied des Orchesters. Die Leipziger Big Band wurde zu einer der bekanntesten im Osten Deutschlands, war aber auch im Westen des geteilten Landes populär und machte in Fachkreisen auch international von sich reden. Unter eigenem Namen spielte Oppenheimer für Amiga mehrere Titel ein wie Schuster-Dixie, Rixdorf-Dixie, Tea for Two (1956), Lady, Be Good, My Blue Heaven (1959) und Amiga Blues (1962).
Oppenheimer profilierte sich im Orchester nicht nur als Instrumentalist, sondern auch als Komponist und Arrangeur. In den 1960er Jahren gründete er sein eigenes Orchester, später leitete er auch ein Jazz-Trio sowie einen Chor.